# Effetto Estate
Effetto Estate è stato un programma televisivo italiano, spin-off di Unomattina Estate, condotto da Alessandro Greco e Benedetta Rinaldi andato in onda nel 2015

## Il programma
In ogni puntata attraverso musica, attualità e i personaggi del mondo dello spettacolo i conduttori raccontano l’estate degli italiani anche attraverso collegamenti e servizi in diretta. Rita Forte accompagna con elegante musica al pianoforte.

## Edizioni
| Edizione | Anno | Periodo       | Periodo          | Puntate | Conduzione       | Conduzione        |
| Edizione | Anno | Inizio        | Fine             | Puntate | Conduzione       | Conduzione        |
| -------- | ---- | ------------- | ---------------- | ------- | ---------------- | ----------------- |
| 1ª       | 2015 | 1 giugno 2015 | 4 settembre 2015 | 68      | Alessandro Greco | Benedetta Rinaldi |

## Audience
| Edizione | Rete televisiva | Anno | Programmazione | Programmazione | Programmazione | Programmazione | Programmazione | Programmazione | Programmazione | Telespettatori | Share  |
| Edizione | Rete televisiva | Anno | L              | M              | M              | G              | V              | S              | D              | Telespettatori | Share  |
| -------- | --------------- | ---- | -------------- | -------------- | -------------- | -------------- | -------------- | -------------- | -------------- | -------------- | ------ |
| 1ª       | Rai 1           | 2015 |                |                |                |                |                |                |                | 702.000        | 14,91% |